# Pseudonautia maculipes
Pseudonautia maculipes är en insektsart som beskrevs av Marius Descamps 1978. Pseudonautia maculipes ingår i släktet Pseudonautia och familjen Romaleidae. Inga underarter finns listade i Catalogue of Life.